# پیتنی بووز
پیتنی بووز (انگلیسی: Pitney Bowes) شرکت خدمات آمریکایی است، که در سال ۱۹۲۰ تأسیس شد.